# Sylva Koscina
Sylva Koscina (Zagabria, 22 agosto 1933 – Roma, 26 dicembre 1994) è stata un'attrice e modella jugoslava naturalizzata italiana.
Attiva per quasi quarant'anni, ma con una carriera altalenante, comparve all'interno di ogni filone del cinema italiano, senza mai riuscire a trasformarsi in una vera stella. Conobbe un grande successo per la sua notevole avvenenza, ma in seguito ebbe modo di mettersi in luce e rivelare qualità anche in ruoli drammatici.

## Biografia
Di origine croata, era nata nell'allora Regno di Jugoslavia. Da adolescente si trasferì in Italia durante la seconda guerra mondiale, seguendo la sorella sposata con un italiano. Mentre seguiva i corsi per la laurea in fisica all'Università degli Studi di Napoli Federico II, alloggiando in un convitto di suore e facendo una vita ritirata, le fu chiesto di consegnare i fiori al vincitore della tappa napoletana del Giro d'Italia 1954. Tra il pubblico c'era Eduardo De Filippo, che la notò e che pensò di affidarle un piccolo ruolo nel film Questi fantasmi che stava per girare. La cosa non si concretizzò, ma le si aprirono le porte del cinema con una piccola parte al fianco di Totò in Siamo uomini o caporali (1955) di Camillo Mastrocinque. Il suo primo ruolo importante arrivò con il personaggio di Giulia Marcocci in Il ferroviere (1956), interpretato e diretto da Pietro Germi.

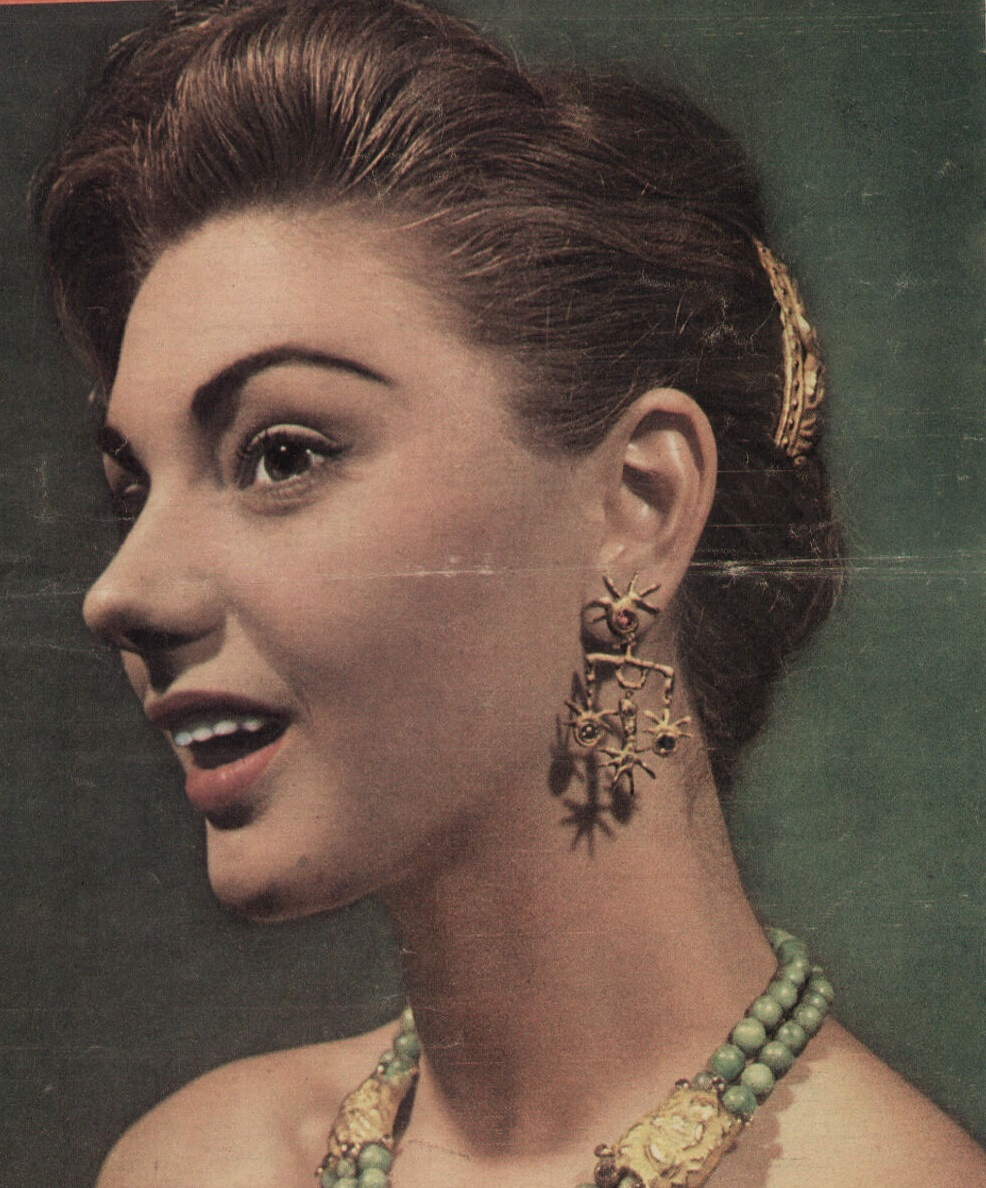
Sylva Koscina nel 1957 circa

A inizio carriera fu anche modella per gli stilisti Roberto Capucci, Vincenzo Ferdinandi e Emilio Schuberth. Attraente, prosperosa e fotogenica, la Koscina comparve in molte pellicole prodotte tra gli anni cinquanta e ottanta, lavorando spesso accanto a noti attori, primi tra tutti Alberto Sordi, Nino Manfredi e Ugo Tognazzi. Uno dei suoi più grandi successi lo ottenne proprio accanto a Sordi in Ladro lui, ladra lei (1958) di Luigi Zampa, continuando la propria ascesa con Giovani mariti (1958) di Mauro Bolognini e Mogli pericolose (1959) di Luigi Comencini. Fu al fianco anche di Steve Reeves in Le fatiche di Ercole (1957) ed Ercole e la regina di Lidia (1958), entrambi diretti da Pietro Francisci. Nel 1958 affiancò ancora Totò in Totò a Parigi di Camillo Mastrocinque e Totò nella luna di Steno.
Negli anni sessanta partecipò - oltre che allo sceneggiato televisivo I Giacobini (1962) - al film drammatico Il sicario (1960) di Damiano Damiani, ma ottenne la notorietà soprattutto nelle commedie, come Crimen (1960) di Mario Camerini, Il vigile (1960) di Luigi Zampa (in cui, accanto ad Alberto Sordi, gioca a interpretare sé stessa, esprimendo un forte senso dell'autoironia. La sequenza dell'incontro con Sordi è diventata celebre), Mariti in pericolo (1961) di Mauro Morassi, Copacabana Palace (1962) di Steno, Le monachine (1963) di Luciano Salce, Se permettete parliamo di donne (1964) di Ettore Scola e altre ancora. Nel 1964 fu scelta da Federico Fellini per la parte di una delle sorelle della protagonista (Giulietta Masina) in Giulietta degli spiriti. In quegli anni prese parte anche a due film di produzione britannica, Troppo caldo per giugno (1964) e Più micidiale del maschio (1967), entrambi diretti da Ralph Thomas, in cui affiancò rispettivamente Dirk Bogarde e Richard Johnson. Nel 1963 era stata presa in considerazione per il ruolo di Tatiana Romanova in A 007, dalla Russia con amore di Terence Young, poi assegnato a Daniela Bianchi. 

Come altre note attrici italiane degli anni sessanta, la Koscina venne ingaggiata per girare alcune pellicole a Hollywood. Per l'occasione, nel 1967 fu lanciata con un'audace campagna stampa, che culminò nel maggio di quell'anno con la pubblicazione di un servizio fotografico su Playboy in cui posava a seno nudo: negli Stati Uniti ebbe come partner David McCallum in Tre morsi nella mela (1967) di Alvin Ganzer, Kirk Douglas in Jim l'irresistibile detective (1968) di David Lowell Rich e Paul Newman in Guerra, amore e fuga (1968) di Jack Smight, film che non ebbero successo. Tornata in Europa, nel 1969 interpretò il ruolo di una giovane eroina partigiana jugoslava nel film La battaglia della Neretva di Veljko Bulajić, accanto a Yul Brynner, Sergej Fëdorovič Bondarčuk e Orson Welles. In quegli anni continuò a girare molti film in Italia. Celebre e ironica la partecipazione, nel ruolo di sé stessa, in Vedo nudo (1969) di Dino Risi, con protagonista Nino Manfredi. Sempre nel 1969 recitò accanto a Laurence Harvey e Isa Miranda in L'assoluto naturale di Mauro Bolognini. Nel 1970 fu chiamata da Marcello Fondato, con cui aveva già lavorato nel 1967, per affiancare Monica Vitti nella commedia Ninì Tirabusciò, la donna che inventò la mossa. Nello stesso anno, subentrando a Sophia Loren, recitò con Rock Hudson nella coproduzione italo-americana I lupi attaccano in branco di Phil Karlson e Franco Cirino. Era una dichiarata ammiratrice di Tito, che nel corso degli anni settanta la ospitò spesso nell'isola di Brioni insieme ad altri attori.

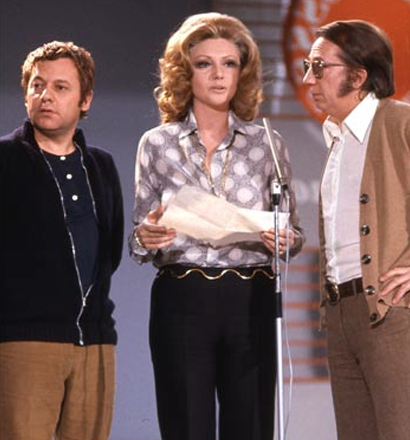
Sylva Koscina tra Villaggio e Bongiorno, durante il Festival di Sanremo 1972

Popolare anche in ambito televisivo, fu conduttrice con Mike Bongiorno e Paolo Villaggio del Festival di Sanremo 1972. Negli anni settanta prese parte a numerosi film di genere, dal thriller erotico alla commedia sexy boccaccesca, dal poliziottesco all'horror come nei film cult Lisa e il diavolo (1972) di Mario Bava, 7 scialli di seta gialla (1972) di Sergio Pastore, La mala ordina (1972) di Fernando Di Leo, La casa dell'esorcismo (1974) (rimontaggio del film Lisa e il diavolo voluto dal produttore Alfredo Leone), e negli anni ottanta a numerose commedie campioni d'incassi come Asso (1981) di Castellano e Pipolo, Questo e quello (1983) di Sergio Corbucci, Mani di fata (1983) di Steno e Rimini Rimini (1987) di Sergio Corbucci. Dal 1989 al 1992 è stata anche testimonial delle pelliccerie "Mec & Gregory's" con numerosi spot televisivi. Negli anni novanta prese parte soltanto a due film a causa dell'aggravarsi della sua malattia: Ricky & Barabba, con Christian De Sica (anche regista) e Renato Pozzetto (1992), e C'è Kim Novak al telefono (1993), il suo ultimo film. 
Sylva Koscina morì il 26 dicembre 1994, a 61 anni, per le conseguenze di un tumore al seno: il funerale ebbe luogo il 28 dicembre nella Chiesa degli artisti in piazza del Popolo; è sepolta nella tomba di famiglia al cimitero di Prima Porta a Roma.

## Vita privata
A partire dai primi anni sessanta investì i guadagni in una lussuosa villa a Marino con arredi del XVI secolo e dipinti artistici, che tuttavia, in seguito a un'inchiesta per evasione fiscale, fu costretta a vendere nel 1976. In quegli anni convisse e si sposò con il produttore Raimondo Castelli, ma nel 1967 il matrimonio fu annullato per la riconosciuta bigamia di Castelli.
L'attrice aveva l'abitudine di parlare di sé stessa in terza persona.

## Filmografia

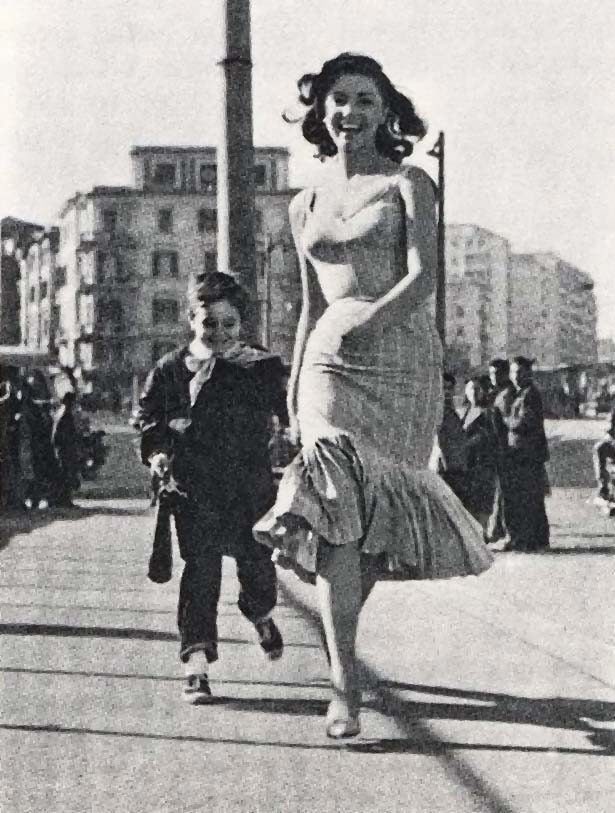
Sylva Koscina e Edoardo Nevola ne Il ferroviere

Sylva Koscina in Questo e quello (1983)

- Siamo uomini o caporali, regia di Camillo Mastrocinque (1955)
- Il ferroviere, regia di Pietro Germi (1956)
- Michele Strogoff, regia di Carmine Gallone (1956)
- Guendalina, regia di Alberto Lattuada (1957)
- La nonna Sabella, regia di Dino Risi (1957)
- La Gerusalemme liberata, regia di Carlo Ludovico Bragaglia (1957)
- I fidanzati della morte, regia di Romolo Marcellini (1957)
- Le fatiche di Ercole, regia di Pietro Francisci (1958)
- Racconti d'estate, regia di Gianni Franciolini (1958)
- Totò nella luna, regia di Steno (1958)
- Totò a Parigi, regia di Camillo Mastrocinque (1958)
- Ladro lui, ladra lei, regia di Luigi Zampa (1958)
- Giovani mariti, regia di Mauro Bolognini (1958)
- Ercole e la regina di Lidia, regia di Pietro Francisci (1958)
- La nipote Sabella, regia di Giorgio Bianchi (1958)
- Quando gli angeli piangono, regia di Marino Girolami (1958)
- Non sono più guaglione, regia di Domenico Paolella (1958)
- Le naïf aux quarante enfants, regia di Philippe Agostini (1958)
- Mogli pericolose, regia di Luigi Comencini (1959)
- Psicanalista per signora (Le confident de ces dames), regia di Jean Boyer (1959)
- Tempi duri per i vampiri, regia di Steno (1959)
- La cambiale, regia di Camillo Mastrocinque (1959)
- Le sorprese dell'amore, regia di Luigi Comencini (1959)
- Poveri milionari, regia di Dino Risi (1959)
- Femmine tre volte, regia di Steno (1959)
- Femmine di lusso, regia di Giorgio Bianchi (1960)
- I piaceri dello scapolo, regia di Giulio Petroni (1960)
- Il sicario, regia di Damiano Damiani (1960)
- Crimen, regia di Mario Camerini (1960)
- Il vigile, regia di Luigi Zampa (1960)
- L'assedio di Siracusa, regia di Pietro Francisci (1960)
- Le pillole di Ercole, regia di Luciano Salce (1960)
- Genitori in blue-jeans, regia di Camillo Mastrocinque (1960)
- Le distrazioni (Les distractions), regia di Jacques Dupont (1960)
- Le mogli degli altri (Ravissante), regia di Robert Lamoureux (1960)
- Mariti in pericolo, regia di Mauro Morassi (1961)
- Mani in alto, regia di Giorgio Bianchi (1961)
- L'uomo dalla maschera di ferro (Le masque de fer), regia di Henri Decoin (1962)
- il giorno più corto, regia di Sergio Corbucci (1962)
- La congiura dei dieci, regia di Baccio Bandini (1962)
- Jessica, regia di Jean Negulesco e Oreste Palella (1962)
- Le massaggiatrici, regia di Lucio Fulci (1962)
- Copacabana Palace, regia di Steno (1962)
- La lepre e la tartaruga, episodio di Le quattro verità, regia di Alessandro Blasetti (1962)
- Il paladino della corte di Francia (La salamandre d'or), regia di Maurice Régamey (1962)
- Le monachine, regia di Luciano Salce (1963)
- Il fornaretto di Venezia, regia di Duccio Tessari (1963)
- Cyrano e D'Artagnan (Cyrano et d'Artagnan), regia di Abel Gance (1963)
- L'appartamento delle ragazze (L'appartement des filles), regia di Michel Deville (1963)
- L'uomo in nero (Judex), regia di Georges Franju (1963)
- Il triangolo circolare (Le Grain de sable), regia di Pierre Kast (1964)
- Una storia di notte, regia di Luigi Petrini (1964)
- Sabato 18 luglio, episodio di L'idea fissa, regia di Gianni Puccini (1964)
- Cadavere per signora, regia di Mario Mattoli (1964)
- Amore e vita, episodio di Amore in 4 dimensioni, regia di Jacques Romain (1964)
- Se permettete parliamo di donne, regia di Ettore Scola (1964)
- Troppo caldo per giugno (Hot Enough for June), regia di Ralph Thomas (1964)
- Giulietta degli spiriti, regia di Federico Fellini (1965)
- Corpo a corpo (L'Arme à gauche), regia di Claude Sautet (1965)
- Io, io, io... e gli altri, regia di Alessandro Blasetti (1965)
- La donna, episodio di Made in Italy, regia di Nanni Loy (1965)
- Colpo grosso a Galata Bridge (Estambul 65), regia di Antonio Isasi-Isasmendi (1965)
- Il morbidone, regia di Massimo Franciosa (1965)
- L'autostrada del sole, episodio di Thrilling, regia di Carlo Lizzani (1965)
- I soldi, regia di Gianni Puccini e Giorgio Cavedon (1965)
- Lo straniero di passaggio (Le monsieur de passage), episodio di Racconti a due piazze (Le lit à deux places), regia di François Dupont-Midy(1966)
- I sette falsari (Monnaie de singe), regia di Yves Robert (1966)
- Agente X-77 - ordine di uccidere (Baraka sur X 13), regia di Maurice Cloche e Silvio Siano (1966)
- Layton... bambole e karatè (Carré de dames pour un as), regia di Jacques Poitrenaud (1966)
- Più micidiale del maschio (Deadlier Than the Male), regia di Ralph Thomas (1967)
- Tre morsi nella mela (Three Bites of the Apple), regia di Alvin Ganzer (1967)
- Johnny Banco, regia di Yves Allégret (1967)
- I protagonisti, regia di Marcello Fondato (1967)
- La calata dei barbari, regia di Robert Siodmak (1968)
- Guerra, amore e fuga (The Secret War of Harry Frigg), regia di Jack Smight (1968)
- Justine, ovvero le disavventure della virtù (Marquis de Sade's Justine), regia di Jesús Franco (1968)
- Jim l'irresistibile detective (A Lovely Way to Die), regia di David Lowell Rich (1968)
- La moglie nuova, regia di Michael Worms (1969)
- L'assoluto naturale, regia di Mauro Bolognini (1969)
- Vedo nudo, regia di Dino Risi (1969)
- La battaglia della Neretva, regia di Velko Bulajic (1969)
- Ninì Tirabusciò, la donna che inventò la mossa, regia di Marcello Fondato (1970)
- I lupi attaccano in branco, regia di Phil Karlson e Franco Cirino (1970)
- La colomba non deve volare, regia di Sergio Garrone (1970)
- Mazzabubù... Quante corna stanno quaggiù?, regia di Mariano Laurenti (1971)
- Nel buio del terrore, regia di José Antonio Nieves Conde (1971)
- Homo Eroticus, regia di Marco Vicario (1971)
- African Story, regia di Marino Girolami (1971)
- Noi donne siamo fatte così, regia di Dino Risi (1971)
- Il sesso del diavolo - Trittico, regia di Oscar Brazzi (1971)
- 7 scialli di seta gialla, regia di Sergio Pastore (1972)
- Boccaccio, regia di Bruno Corbucci (1972)
- La strana legge del dott. Menga, regia di Fernando Merino (1972)
- Beati i ricchi, regia di Salvatore Samperi (1972)
- La mala ordina, regia di Fernando Di Leo (1972)
- Lisa e il diavolo, regia di Mario Bava (1972)
- Rivelazioni di un maniaco sessuale al capo della squadra mobile, regia di Roberto Bianchi Montero (1972)
- Delitto d’autore, regia di Anthony Green (1974)
- Il cav. Costante Nicosia demoniaco ovvero: Dracula in Brianza, regia di Lucio Fulci (1975)
- La casa dell'esorcismo, regia di Alfredo Leone e Mario Bava (1975)
- Casanova & Company, regia di Franz Antel (1975)
- Occhio alla vedova, regia di Sergio Pastore (1975)
- I seduttori della domenica, regia di Dino Risi (1980)
- Asso, regia di Castellano e Pipolo (1981)
- Questo e quello, regia di Sergio Corbucci (1982)
- Cenerentola '80, regia di Roberto Malenotti (1983)
- Mani di fata, regia di Steno (1983)
- Rimini Rimini, regia di Sergio Corbucci (1987)
- Ricky & Barabba, regia di Christian De Sica (1992)
- C'è Kim Novak al telefono, regia di Enrico Roseo (1993)

### Televisione
- Don Giovanni di Dino Buzzati, regia di Gilberto Tofano – sceneggiato TV, trasmesso il 4 giugno 1961.
- I Giacobini – serie TV, 3 episodi (1962)
- Les fables de La Fontaine – serie TV, episodio Le lièvre et la tortue (1966)
- Topaze di Marcel Pagnol, regia di Giorgio Albertazzi – sceneggiato TV, trasmesso il 1º gennaio 1971.
- Settimo anno – serie TV (1978)
- Copione, copione di Carlo Trito, regia di Stefano Roncoroni – sceneggiato TV, trasmesso il 16 luglio 1983.
- ...e la vita continua, regia di Dino Risi – serie TV (1984)
- L'Odissea, regia di Giuseppe Recchia – serie TV (1991)

## Teatro
- La commedia del Decamerone, regia di Mario Amendola e Bruno Corbucci (1972)

## Pubblicità
Partecipò inoltre a numerose edizioni della rubrica pubblicitaria televisiva Carosello:
- nel 1957 per il brandy Gran Senior delle distillerie Fabbri, con Erminio Spalla, Dawn Addams, Luciana Peverelli, Nilla Pizzi, Sandra Milo, Isa Barzizza ed Emilio Schuberth; per le polveri per acqua minerale Idrolitina della Gazzoni insieme a Tullio Carminati;
- Nei primi anni sessanta per la Crema ed il Crème Caramel Elah.
- nel 1964 per i colori Tintal della Max Meyer;
- dal 1966 al 1968 insieme a Walter Chiari per la carne in scatola Simmenthal;
- dal 1972 al 1974 per la grappa Julia (nel 1972 con Elio Crovetto).

Dal 1989 al 1992 è stata testimonial delle pelliccerie Mec & Gregory's.

## Riconoscimenti
- Laurel Awards
  - 1967 – Candidatura al nuovo volto femminile (7º posto)

- Taormina Film Fest
  - 1969 – Arancia d'oro alla miglior attrice

## Doppiatrici italiane
- Maria Pia Di Meo in I fidanzati della morte, Le fatiche di Ercole, Ercole e la regina di Lidia (dialoghi), Racconti d'estate, Totò nella luna, Totò a Parigi, Psicanalista per signora, Tempi duri per i vampiri, Femmine di lusso, L'assedio di Siracusa, Mariti in pericolo, Il triangolo circolare, Amore in 4 dimensioni, Guerra, amore e fuga, Justine, ovvero le disavventure della virtù
- Fiorella Betti in Giovani mariti, Ladro lui, ladra lei, Le massaggiatrici, Il sesso del diavolo, Jim l'irresistibile detective, Lisa e il diavolo (La casa dell'esorcismo)
- Gabriella Genta in Femmine tre volte, Guendalina, Le pillole di Ercole, Genitori in blue-jeans, La mala ordina, Troppo caldo per giugno
- Benita Martini in Il morbidone, Thrilling, Corpo a corpo, Made in Italy
- Rita Savagnone in Le monachine, La calata dei barbari, Sette scialli di seta gialla
- Lydia Simoneschi in Il ferroviere, La Gerusalemme liberata
- Clara Bindi in La nonna Sabella, La nipote Sabella
- Luisella Visconti in Cyrano e D'Artagnan, Se permette parliamo di donne
- Melina Martello in La battaglia della Neretva, La colomba non deve volare
- Vittoria Febbi in Delitto d'autore, Unica traccia un paio di scarpe n° 32 (Qualcuno ha visto uccidere)
- Anna Miserocchi in Michele Strogoff
- Marisa Del Frate in Ercole e la regina di Lidia (canto)
- Wanda Tettoni in Poveri milionari
- Dhia Cristiani in L'uomo dalla maschera di ferro
- Solvejg D'Assunta in Homo Eroticus
- Mirella Pace in Rivelazioni di un maniaco sessuale al capo della squadra mobile